# Kanton Saint-Berthevin
Der Kanton Saint-Berthevin ist seit 1985 ein französischer Wahlkreis im Arrondissement Laval, im Département Mayenne und in der Region Pays de la Loire; sein Hauptort ist Saint-Berthevin.

## Gemeinden
Der Kanton besteht aus vier Gemeinden mit insgesamt 16.734 Einwohnern (Stand: 1. Januar 2022) auf einer Gesamtfläche von 100,08 km²:
| Gemeinde                   | Einwohner 1. Januar 2022 | Fläche km² | Dichte Einw./km² | Code INSEE | Postleitzahl |
| -------------------------- | ------------------------ | ---------- | ---------------- | ---------- | ------------ |
| Changé                     | 6.482                    | 34,68      | 187              | 53054      | 53810        |
| Saint-Berthevin            | 7.384                    | 32,11      | 230              | 53201      | 53940        |
| Saint-Germain-le-Fouilloux | 1.179                    | 15,48      | 76               | 53224      | 53240        |
| Saint-Jean-sur-Mayenne     | 1.689                    | 17,81      | 95               | 53229      | 53240        |
| Kanton Saint-Berthevin     | 16.734                   | 100,08     | 167              | 5316       | –            |

Bis zur landesweiten Neugliederung der Kantone im März 2015 bestand der Kanton Saint-Berthevin aus den sieben Gemeinden Ahuillé, Astillé, Courbeveille, L’Huisserie, Montigné-le-Brillant, Nuillé-sur-Vicoin und Saint-Berthevin (Hauptort). Sein Zuschnitt entsprach einer Fläche von 157,09 km2. Er besaß vor 2015 den INSEE-Code 5332.

## Bevölkerungsentwicklung
| 1962 | 1968 | 1975 | 1982   | 1990   | 1999   | 2006   | 2011   |
| ---- | ---- | ---- | ------ | ------ | ------ | ------ | ------ |
| 5910 | 6378 | 9860 | 12.230 | 13.694 | 15.017 | 16.176 | 17.247 |